# Mariusz Pujszo
Mariusz Pujszo (ur. 16 października 1957 w Warszawie) – polski aktor, reżyser i scenarzysta.

## Życiorys

### Wczesne lata
Urodził się w Warszawie. W 1980 ukończył Studium Aktorskie przy Teatrze Wybrzeże w Gdańsku.

### Początki kariery
Mając 19 lat zadebiutował na małym ekranie jako Wojtek Bień w serialu młodzieżowym Wakacje (1976). Grywał na scenie gdańskiego Teatru Wybrzeże w przedstawieniach: Wieczór Trzech Króli w reż. Ryszarda Majora (1978), W mrokach złotego pałacu, czyli Bazylissa Teofanu Tadeusza Micińskiego w reż. Stanisława Hebanowskiego (1978), Przedstawienie „Hamleta” we wsi Głucha Dolna Iva Brešana w reż. Kazimierza Kutza (1978), Czarny romans Władysława Terleckiego w reż. Marcela Kochańczyka (1979), Dramat Krzysztofa Kamila Baczyńskiego w reż. Ryszarda Majora (1979) i Za kulisami - Tyrtej Norwida w reż. Ireny Maślińskiej (1980) w roli Daima i Fiffraque’a. Był asystentem reżysera Ryszarda Majora spektaklu Księżniczka Turandot Carla Gozziego (1980), gdzie wystąpił jako Brigella. W latach 1980–1981 związał się z Teatrem Dramatycznym im. Jerzego Szaniawskiego w Płocku, gdzie występował jako Florindo Aretusi w sztuce Carla Goldoniego Sługa dwóch panów w reż. Wojciecha Skibińskiego.
W 1981 wyjechał do Francji, gdzie wziął udział w ponad 200 produkcjach filmowych jako statysta, a także w ponad 50 jako aktor. Znalazł się w obsadzie komediodramatu fantastycznonaukowego Raj dla wszystkich (Paradis pour tous, 1982) z Patrickiem Dewaere, komedii romantycznej Chłodne zaręczyny (La fiancée qui venait du froid, 1983) u boku Thierry’ego Lhermitte, dramatu Słowa do powiedzenia (Les mots pour le dire, 1983) z Marie-Christine Barrault, dramatu psychologicznego Krzysztofa Zanussiego Paradygmat, czyli potęga zła (Paradigma, 1985), serialu sportowego Włócznia i hrabia 2 (Lance et compte II, 1988), melodramatu Jeana-Jacquesa Beineix Roselyne i lwy (Roselyne et les lions, 1989) jako fotograf oraz serialu France 2 Pałac pod oliwkami (Le château des oliviers, 1993) jako Jacek Kichamski. W 1997 wspólnie z Arturem Orzechem był konferansjerem na 34. Festiwalu Polskiej Piosenki w Opolu. Odniósł sukces jako współscenarzysta i odtwórca jednej z głównych ról komedii Królowie życia (Comme des rois, 1997) z udziałem Stéphane’a Freissa i Maruschki Detmers i otrzymał nagrodę Fantasporto na festiwalu filmowym w Porto. Był też współscenarzystą oraz odtwórcą jednej z głównych ról komedii grozy Córka konsula (Gunblast vodka, 2000) z Angie Everhart.

### Rozwój kariery
W 2001 powrócił na stałe do Polski. Jako reżyser filmowy zadebiutował komedią Polisz kicz projekt (2003) o perypetiach amatorów, którzy postanawiają zostać filmowcami. Film zrealizowany na amatorskiej kamerze został skopiowany na taśmę filmową i wyświetlany w kinach, zdobył wyróżnienie honorowe Jury na 27. Festiwalu Polskich Filmów Fabularnych w Gdyni. Był pomysłodawcą i współscenarzystą komedii sensacyjnej Roberta Wichrowskiego Francuski numer (2006), która otrzymała Złoty Granat na Ogólnopolskim Festiwalu Filmów Komediowych „Sami Swoi” w Lubomierzu. Jego kolejna realizacja Polisz kicz projekt... kontratakuje! (2006) przyniosła mu Nagrodę Specjalną Multimedia Polska w Konkursie Kina Niezależnego na 31. Festiwalu Polskich Filmów Fabularnych w Gdyni za „prawdziwie komediowe i autoironiczne podsumowanie własnego dorobku twórczego oraz oryginalne spojrzenie na alternatywne źródła finansowania rodzimej produkcji filmowej”. Założył firmę producencką Kurka Wodna Productions.
W 2007 został właścicielem Agroturystyka Pujszany w Skierbieszowskim Parku Krajobrazowym na Zamojszczyźnie. Od stycznia 2008 do sierpnia 2010 był redaktorem naczelnym polskiej edycji magazynu dla mężczyzn „Gentleman”. W 2012 wydał książkę Królowie życia.
W 2013 odebrał nagrodę specjalną Węża przyznaną przez Akademię Węży za całokształt twórczości i w kategorii żenująca scena – Mariusz Pujszo kopulujący (z poduszką) w komedii Łukasza Karwowskiego Kac Wawa (2011).
W 2016 otrzymał kolejnego Węża w kategorii najgorszy duet na ekranie z Mają Frykowską w komedii Gerwazego Reguły Ostatni klaps (2015). W 2021 zdobył Złotą Rybę za „propagowanie optymizmu, nie tylko w sferze filmu” na 19. Festiwalu Filmów Optymistycznych „Happy End” w Rzeszowie. Komedia Ściema po polsku (2021) przyniosła mu główną nagrodę publiczności na V Ogólnopolskim Festiwalu Filmów Satyrycznych „Pyszadło 2021” w Mogilnie, lecz również Wielkiego Węża oraz Węże 2022 w czterech kategoriach: najgorszy scenariusz, najgorsza reżyseria, najgorsza rola męska (jako Mariusz) i najgorszy duet na ekranie (Piotr Adamczuk i Mariusz Pujszo).
W 2024 jego film Arcydzieło, czyli dekalog producenta filmowego nominowany był do nagrody Węża w dziewięciu kategoriach (w tym do Wielkiego Węża). Ostatecznie uzyskał nagrody w dwóch kategoriach: najgorszy scenariusz oraz komedia, która nie śmieszy.

### Fundacja Jestem Optymistą
Mariusz Pujszo jest założycielem Fundacji Jestem Optymistą.

## Kontrowersje
W 2013 został pomówiony przez uczestniczkę programu Top Model Zuzannę Walkowiak o stręczycielstwo. Pujszo pozwał Walkowiak do sądu, oskarżając ją o zniesławienie. Sąd uznał racje Mariusza Pujszy i skazał Zuzannę Walkowiak na karę grzywny w wysokości 9000 zł oraz zobowiązał ją do nawiązki na rzecz Polskiego Czerwonego Krzyża w wysokości 5000 zł.

## Filmografia
Opracowano na podstawie filmpolski.pl
Aktor
- Wakacje (1976) – Wojtek Bień
- Przyjaciele (1981)
- Ostatnie tygodnie, ostatnie dni, ostatnie godziny (1981)
- Białe tango (1981) – Marek Kwiatkowski
- Raj dla wszystkich (1982)
- Prawo jest prawem (1982) – SB–ek
- Dom (1982) – robotnik FSO (odc. 9)
- Narzeczona z krainy chłodu (La fiancee qui venait du froid) (1983)
- American Dreamer (1984) – rosyjski dyplomata
- Le retour d’Arsène Lupin (1989)
- Comme des rois (1996) – Roman Kowalski
- Gunblast Vodka (2000) – inspektor Marek Brzęczyszczykiewicz
- Polisz kicz projekt (2003) – Mariusz
- Polisz kicz projekt... kontratakuje! (2006) – Mariusz
- Skorumpowani (2008) – komisarz Wejner
- Skorumpowani (serial) (2008) – komisarz Wejner
- Ojciec Mateusz (2008) – reżyser (odc. 9) / reżyser Wiktor Szymański (odc. 39)
- Kac Wawa (2011) – Jerzy Słomka
- Komisarz Blond i Oko sprawiedliwości (2012) – komisarz Jan Blond
- Ostatni klaps (2015) – Sławoj Maria Hałaburda
- Ściema po polski (2021) – Mariusz
- Arcydzieło czyli dekalog producenta filmowego (2023) – Mariusz

Scenariusz
- Cinne des rois (1997)
- Gunblast Vodka (2000)
- Polisz kicz projekt (2003)
- Sublokatorzy (serial, 2004)
- Legenda (2005)
- Francuski numer (2006)
- Polisz kicz projekt... kontratakuje! (2006)
- Komisarz Blond i Oko sprawiedliwości (2012)
- Ostatni klaps (2015)
- Ściema po polsku (2021)
- Arcydzieło czyli dekalog producenta filmowego (2023)

Reżyser
- Polisz kicz projekt (2003)
- Legenda (2005)
- Polisz kicz projekt... kontratakuje! (2006)
- Ściema po polsku (2021)
- Arcydzieło czyli dekalog producenta filmowego (2023)

Producent
- Polisz kicz projekt (2003)
- Legenda (2005)
- Polisz kicz projekt... kontratakuje! (2006)
- Ściema po polsku (2021)
- Arcydzieło czyli dekalog producenta filmowego (2023)